# マレーキノボリガマ
マレーキノボリガマ（馬来木登蝦蟇、Pedostibes hosii）は、両生綱無尾目ヒキガエル科キノボリガマ属に分類されるカエル。

## 分布
インドネシア（スマトラ島、ボルネオ島）、タイ南部、マレーシア

## 形態
最大体長10.5cm。オスよりもメスの方が大型になる。
四肢は長く、指には吸盤と水掻きが発達している。
体色は褐色だが、メスは個体によっては体色が灰緑色で腹面は青く、体側面から腹面にかけて黄色い斑点が入る。

## 生態
山地にある渓流沿いに生息する。地表棲だが繁殖期になるとオスは渓流の岩や樹上に登りメイティングコールを行う。
食性は動物食で、昆虫類や節足動物を食べる。
繁殖形態は卵生で、渓流沿いの水場に細いひも状の卵塊に包まれた卵を産む。

## 人間との関係
ペットとして飼育されることもあり、日本にも輸入されている。キノボリガマ属ではほぼ本種のみが流通する。